# Boeing KB-50
Le Boeing KB-50 est un avion ravitailleur des années 1950 dérivé du bombardier B-50 Superfortress. Au total, 138 B-50 sont convertis et le premier d'entre eux vole en décembre 1955. Ces avions sont utilisés pendant la Guerre du Viêt Nam et restent en service jusqu'en 1965.

## Historique
Peu après la Seconde Guerre mondiale, le ravitaillement en vol devient, pour l'US Air Force, un élément important dans sa doctrine de projection de force, le contexte du début de la guerre froide demandant aux avions d'être potentiellement utilisés sur des missions bien plus longues. Le premier ravitailleur déployé par l'USAF est le Boeing KB-29, en 1948, construit par conversion de bombardier Boeing B-29 Superfortress construits pendant la guerre.
Le KB-50 est venu peu après : il s'agit d'une conversion similaire sur des B-50, qui sont une version améliorée du B-29 produite après-guerre, s'en distinguant essentiellement par les moteurs Pratt & Whitney R-4360 Wasp Major, de 28 cylindres pour 71 litres de cylindres, en remplacement des moteurs plus modestes du B-29, des Wright R-3350 18 cylindres de seulement 55 litres. 136 B-50 ont ainsi été converti et ont reçu la nouvelle désignation KB-50. Dans la nomenclature américaine, le préfixe K pour Kerosene désigne les avions ravitailleurs. le KB-50 est doté de trois nacelles de ravitaillement, et peut donc ravitailler trois avion en même temps.
Bien qu'un peu plus rapide que le KB-29, le KB-50 souffrait encore de sa limite de vitesse : le ravitaillement d'un chasseur à réaction comme un North American F-100 Super Sabre était complexe car le chasseur volait très lentement, proche de sa vitesse de décrochage, tandis que le ravitailleur était proche de sa vitesse maximale. À partir de 1957, la plupart des KB-50 ont reçu deux réacteurs montés en nacelle sous les ailes, de type General Electric J47, éteints en vols de croisière utilisés en appoint pour accroitre la vitesse. Une telle propulsion combinée, à cette époque où la consommation des réacteurs étaient encore très élevée, a aussi été adoptée sur le Convair B-36 Peacemaker et le Lockheed P-2 Neptune.
Les KB-50 ont été notamment utilisés au début de la Guerre du Viêt Nam, mais leur carrière a été écourtée par des problèmes de corrosion. le modèle a été retiré du service en 1965.